# Provincia Palermo
Palermo a fost o  provincie din regiunea Sicilia în Italia. A încetat să existe la 4 august 2015, fiind înlocuită de Orașul metropolitan Palermo‎‎.

## Comunitățile mai mari
Situația în anul 2009
| Localitate      | Locuitori |
| --------------- | --------- |
| Palermo         | 659.433   |
| Bagheria        | 55.823    |
| Monreale        | 36.895    |
| Carini          | 33.895    |
| Partinico       | 31.690    |
| Termini Imerese | 27.460    |
| Misilmeri       | 27.192    |
| Villabate       | 20.186    |
| Cefalù          | 13.771    |

→ Listă de localități din Sicilia